# Mindre glasvingefluga
Mindre glasvingefluga (Scaeva dignota) är en tvåvingeart som först beskrevs av Camillo Rondani 1857.  Mindre glasvingefluga ingår i släktet glasvingeblomflugor, och familjen blomflugor.
Artens utbredningsområde är Italien. Arten förekommer tillfälligt i Sverige, men reproducerar sig inte. Inga underarter finns listade i Catalogue of Life.